# Élections législatives omanaises de 2019
Les élections législatives omanaises de 2019 ont lieu le 27 octobre 2019 afin de renouveler les membres du Conseil consultatif du sultanat d'Oman.
L'ensemble des candidats sont indépendants, les partis politiques étant interdits dans le pays.

## Mode de scrutin
Le Sultanat d'Oman est formellement une monarchie absolue. Les citoyens élisent un Conseil consultatif dont les pouvoirs législatifs sont limités. Les partis politiques sont interdits.
Le Conseil consultatif est composé de 86 sièges pourvus tous les quatre ans au scrutin majoritaire à un tour dans 61 circonscriptions correspondants aux Wilayah du pays et dotées d'un ou deux sièges en fonction de leurs populations. Celles de plus de 30 000 habitants sont ainsi dotées de deux sièges, tandis que celles en comportant moins n'en sont dotées que d'un, soit respectivement 25 circonscriptions binominales et 36 uninominales. Dans chacune d'elles, le candidat ou les deux candidats arrivés en tête sont déclarés élus. À la suite de l'augmentation de la population du pays, le nombre de sièges passe de 85 en 2015 à 86 pour ces élections. Le total des inscrits sur les listes électorales atteint 713 335 électeurs, contre 611 906 au scrutin précèdent, et l'une des circonscriptions uninominales devient binominale.
Les partis politiques étant interdits au sultanat d'Oman, l'ensemble des candidats se présentent sans étiquette. Le droit de vote s’acquiert à 21 ans, tandis que les candidats doivent être âgés d'au moins 30 ans.

## Résultats
|                           |                          |         |       |        |     |  |  |  |  |
| Parti                     | Parti                    | Voix    | %     | Sièges | +/- |  |  |  |  |
|                           | Indépendants             |         | 100   | 86     | 1   |  |  |  |  |
|                           |                          |         |       |        |     |  |  |  |  |
| Suffrages exprimés        |                          |         |       |        |     |  |  |  |  |
| Votes blancs et invalides |                          |         |       |        |     |  |  |  |  |
| Total                     | Total                    | 349 680 | 100   | 86     | 1   |  |  |  |  |
| Abstentions               | Abstentions              | 363 655 | 50,98 |        |     |  |  |  |  |
| Inscrits / participation  | Inscrits / participation | 713 335 | 49,02 |        |     |  |  |  |  |

## Suites
La participation s'établit à 49,02 %, dont 52,7 pour les hommes et 47,3 % pour les femmes, sur respectivement 375 801 et 337 534 inscrits sur les listes électorales. Dans plusieurs bureaux de vote, la commission électorale étend la durée du scrutin jusqu'à 21h au lieu de 19 en raison d'une forte affluence d'électeurs. Ces derniers départagent 86 députés sur plus de 637 candidats en lice, dont 597 hommes et 40 femmes.